# Magirus R81

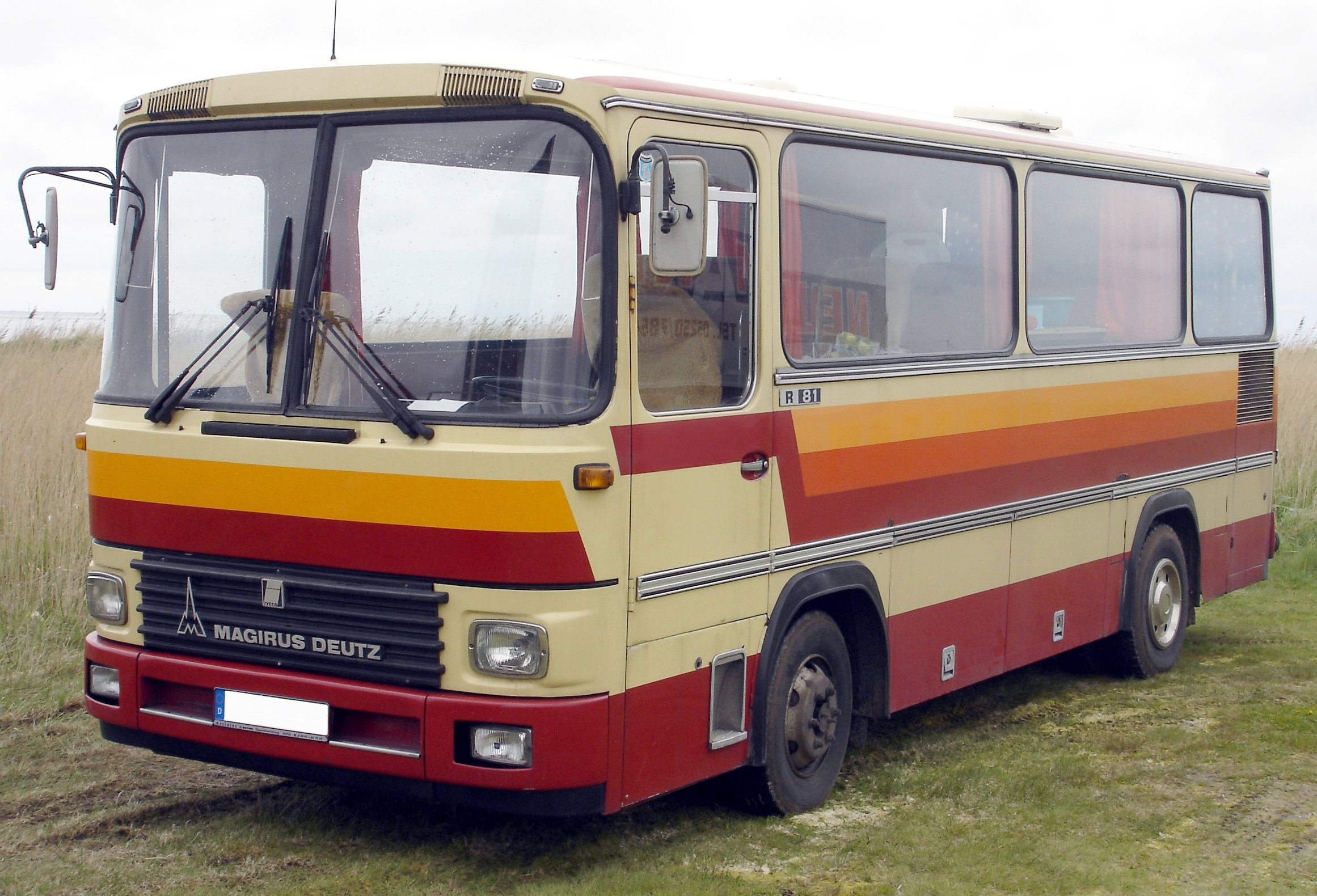
Magirus Deutz R81 1ère génération

Le Magirus-Deutz R.81 est un autocar de type "midi" destiné aux services ligne et grand tourisme, présenté en juin 1977. C'est le digne successeur du Magirus R.80 de 1969.

## Histoire
En 1977, alors que le groupe Fiat avait racheté le constructeur allemand en 1974 et avait regroupé toutes ses filiales poids lourds et autobus sous la bannière IVECO au 1er janvier 1975, la division Bus décide de remplacer le Magirus-Deutz R80 datant de 1969 et dont plus de 1.000 exemplaires ont été fabriqués par un nouveau modèle répondant mieux aux besoins des compagnies de transport allemandes, le Magirus R.81.
Le bureau d'études Magirus-Deutz, a du retravailler la structure du nouveau modèle pour y intégrer le moteur Fiat sur les modèles destinés à l'exportation, le moteur allemand étant refroidi par air, le niveau sonore était jugé trop élevé. Cette contrainte a obligé à rallonger le porte à faux arrière et surtout entrainé une forte réduction du bruit. La face avant a été entièrement redessinée et pris la ligne italienne du grand Magirus M2000 avec un parebrise d'une seule pièce.
Le R.81 a été lancé en juin 1977 avec un moteur Deutz développant 130 ch mais très vite, le manque de puissance a été critiqué et le constructeur allemand s'est décidé en 1979 à monter un moteur de 160 ch pour satisfaire notamment une commande de la Poste suisse, principal client étranger. 
La production a cessé en 1982, après la décision d'Iveco de ne plus produire d'autocars en Allemagne. 
Les autocars R.81 et M.2000 sont les derniers de la marque allemande Magirus. La fabrication des autobus et autocars a été arrêtée en fin d'année 1982. La fabrication du Fiat Iveco 370 et de sa variante M.2000 s'est poursuivie en Italie jusqu'en 1992, avec des motorisations Fiat.